# Mammès de Césarée
 (octobre 2020).
Si vous disposez d'ouvrages ou d'articles de référence ou si vous connaissez des sites web de qualité traitant du thème abordé ici, merci de compléter l'article en donnant les références utiles à sa vérifiabilité et en les liant à la section « Notes et références ».

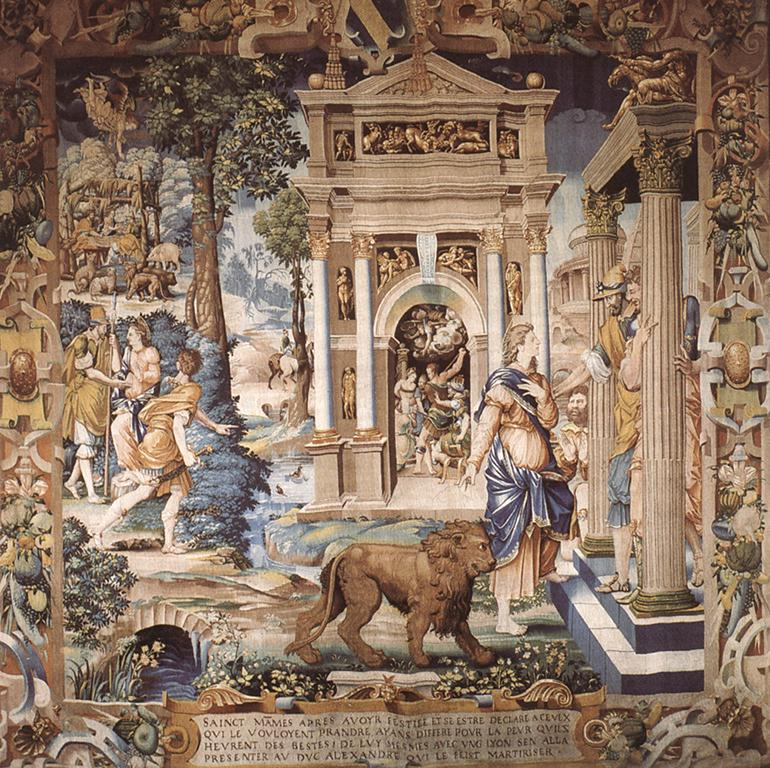
Saint Mammès venant se livrer au tribunal du gouverneur de la Cappadoce, Alexandre - Tapisserie de Jean Cousin l'Ancien de 1541 - Musée du Louvre

Mammès (ou Mamers, Mammas, Mamans) de Césarée, dont le nom signifie « celui qui a été allaité », est un jeune martyr chrétien né au sein d'une famille modeste de Cappadoce (en Asie mineure, l'actuelle Turquie). Certains historiens datent sa naissance en l'an 259 et son martyre aurait eu lieu en 275. Il fut donc exécuté vers l'âge de seize ans. 
Ce saint est honoré le 17 août dans le Calendrier romain général, et par l'Église orthodoxe le 2 septembre, particulièrement en Orient.

## Hagiographie
Les évêques Basile de Césarée (329-379) et Grégoire de Naziance (329-390) présentent Mammes comme un simple berger de Cappadoce exécuté pour sa foi, largement plus d'un siècle son martyre. Les copistes et auteurs suivants ont ajouté de nombreux détails, empruntant des traits à Attis, dieu du printemps, berger et patron des bergers.

## La légende de saint Mammès

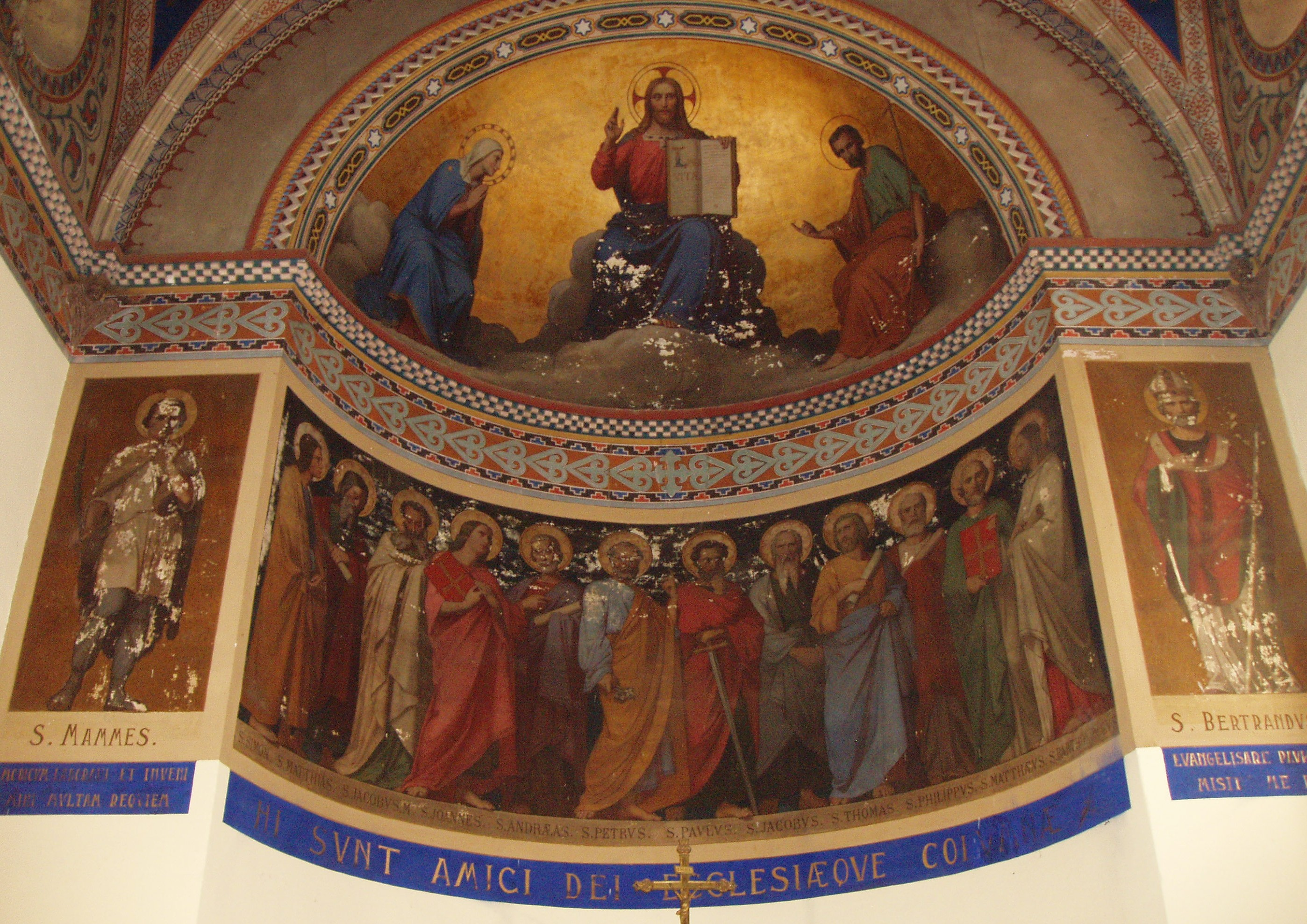
Saint Mammès et saint Bertrand entourant les amis de Dieu et les saints Apôtres de Romain Cazes, à Saint-Mamet

Fils de Theodotus et de Rufina, saint Mammès est né en prison où se trouvaient ses parents, accusés d'être chrétiens. Peu de temps après sa naissance, ses parents moururent. Avant sa mort, sa mère avait demandé à Dieu la grâce de trouver quelqu'un qui s'occuperait de son bébé. Sa prière fut exaucée, car lorsqu'elle mourut, un ange ordonna à Ammia, une riche veuve de Césarée de Cappadoce ou Kayseri, sainte elle aussi, de prendre en charge le nouveau-né. Elle adopta l’enfant et l'appela Mamas à cause de ses premiers balbutiements. En grandissant, Mamas ou Mammès devint un défenseur ardent de la foi. Ammia mourut alors que Mammès n'avait que quinze ans, laissant l'adolescent héritier de ses richesses. Il n'en resta pas moins ardent prosélyte de la foi.
Ceci parvint aux oreilles de l'empereur Aurélien qui envoya Démocrite occuper le poste de gouverneur de Césarée de Cappadoce avec mission de faire abjurer le jeune trublion de Mammès. Comme celui-ci refusait d'abjurer sa foi, Démocrite lui fit brûler le torse avec des torches enflammées mais rien n'atteignait l'adolescent. Démocrite, en désespoir de cause, ordonna alors de jeter Mammès au fond de l'eau avec une masse de plomb attachée au cou afin de le noyer. Mais pendant que les bourreaux le conduisaient vers le lieu de son supplice, un ange l'enleva et l'emporta sur le mont Argée, une montagne proche de Césarée, où il put s'abriter et se reposer. 
Il resta quarante jours dans cette retraite, puis il vit un bâton tomber du ciel et entendit une voix qui lui disait "frappe le sol !". Mammès obtempéra et vit alors apparaître le livre des Évangiles. Il s'en empara et put y trouver réconfort et enseignements. Il accumula ainsi des connaissances religieuses. Elles lui permirent de descendre de temps en temps à Césarée pour prêcher. Dans la montagne, il se nourrissait du lait des biches et des chèvres dont il faisait du fromage. Il apprivoisait les bêtes et les fauves. Les ours, les lions et les tigres le suivaient comme des moutons suivent leur berger.
L'empereur Aurélien nomma un nouveau gouverneur en Cappadoce, qui s'appelait Alexandre. Ce gouverneur envoya ses gardes pour arrêter le jeune chrétien en vue de le juger. Mammès leur servit des fromages et du lait et pendant qu’ils mangeaient, les fauves arrivèrent et entourèrent Mammès formant ainsi une redoutable muraille protectrice. Les soldats étaient effrayés, mais Mammès les rassura. Il leur dit qu'il se rendrait bientôt à la ville. Peu après, Mammès descendit à Césarée et fut mis en jugement. On l'accusa d'être un magicien qui avait des pouvoirs sur les bêtes sauvages et il fut condamné. On prépara son supplice et la fournaise dans laquelle il devait être jeté. Mais Mammès courut de lui-même dans les flammes qui ne lui firent aucun mal. Il y resta trois jours puis en sortit indemne.
Il fut alors livré aux lions du cirque. Mais ce supplice fut encore un échec pour les bourreaux car les fauves refusèrent de dévorer Mammès qui les avait apprivoisés. Devant ce prodige, le gouverneur Alexandre décida de mettre un terme à la vie du jeune martyr, en lui plantant un trident dans l'abdomen. Mais le jeune Mammès se redressa et arracha l'arme de son ventre. Il parvint jusqu'à une grotte située près du cirque, où il mourut.
Traditionnellement, il est considéré comme saint patron des guérisseurs, particulièrement invoqué par les personnes souffrant de coliques ou de l'intestin, et protecteur de ceux qui ont des fractures osseuses, ainsi que des nourrices. Dans la localité de Murero (près de Saragosse en Espagne), il est considéré comme saint patron de ceux qui souffrent de hernie et d'éventration.

## Lieux de culte

### Cathédrale Saint-Mammès de Langres
La cathédrale Saint-Mammès de Langres, en France dans le département de la Haute-Marne, dédiée à saint Mammès, possède, exposées dans son transept deux anciennes tapisseries figurant la légende du saint, ainsi qu'un buste-reliquaire contenant le crâne de ce dernier, et conservé dans la salle du Trésor.

### Autres lieux de culte et iconographie
- Statue en pierre polychrome dans la collégiale Saint Martin du village troglodytique de Trôo (41360 - Loir et Cher).
- Statue en pierre polychrome, datée du XVIe siècle dans la chapelle Sainte-Catherine de l'église Saint-Jean-Baptiste de Chaource.

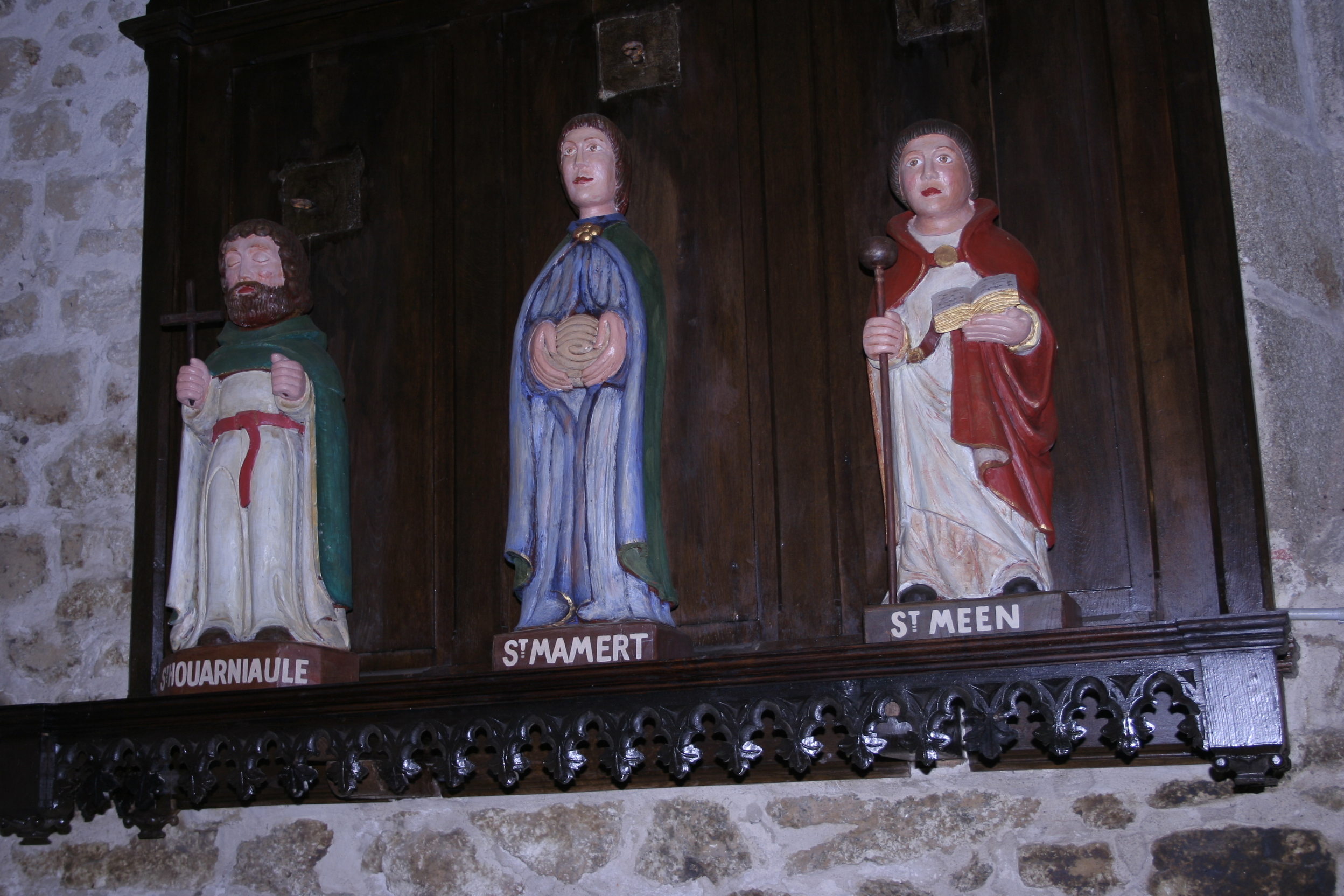
Statue de saint Mammès (Mamers) tenant son intestin, chapelle Notre-Dame-du-Haut, Trédaniel, Côtes-d'Armor.

- Statue de pierre taillée polychrome dans l'église de Serez (27220 Eure).
- Tapisserie de Jean Cousin l'Ancien (v.1490-1560), datée de 1541 : Saint-Mammès venant se livrer au tribunal du gouverneur de Cappadoce, Alexandre conservée au Musée du Louvre, de dimensions 440 cm x 450 cm (hauteur x largeur), commande de l'évêque Claude de Longwy, pour la cathédrale de Langres et installée en 1543-1544.
- À Mamers (Sarthe) se trouvait un oratoire consacré à saint Mammès[3].
- Dans la chapelle Notre-Dame-du-Haut en Trédaniel (Côtes-d'Armor) se trouve une statue de « saint Mamert » (ou « saint Mamers ») montrant ses entrailles[4].

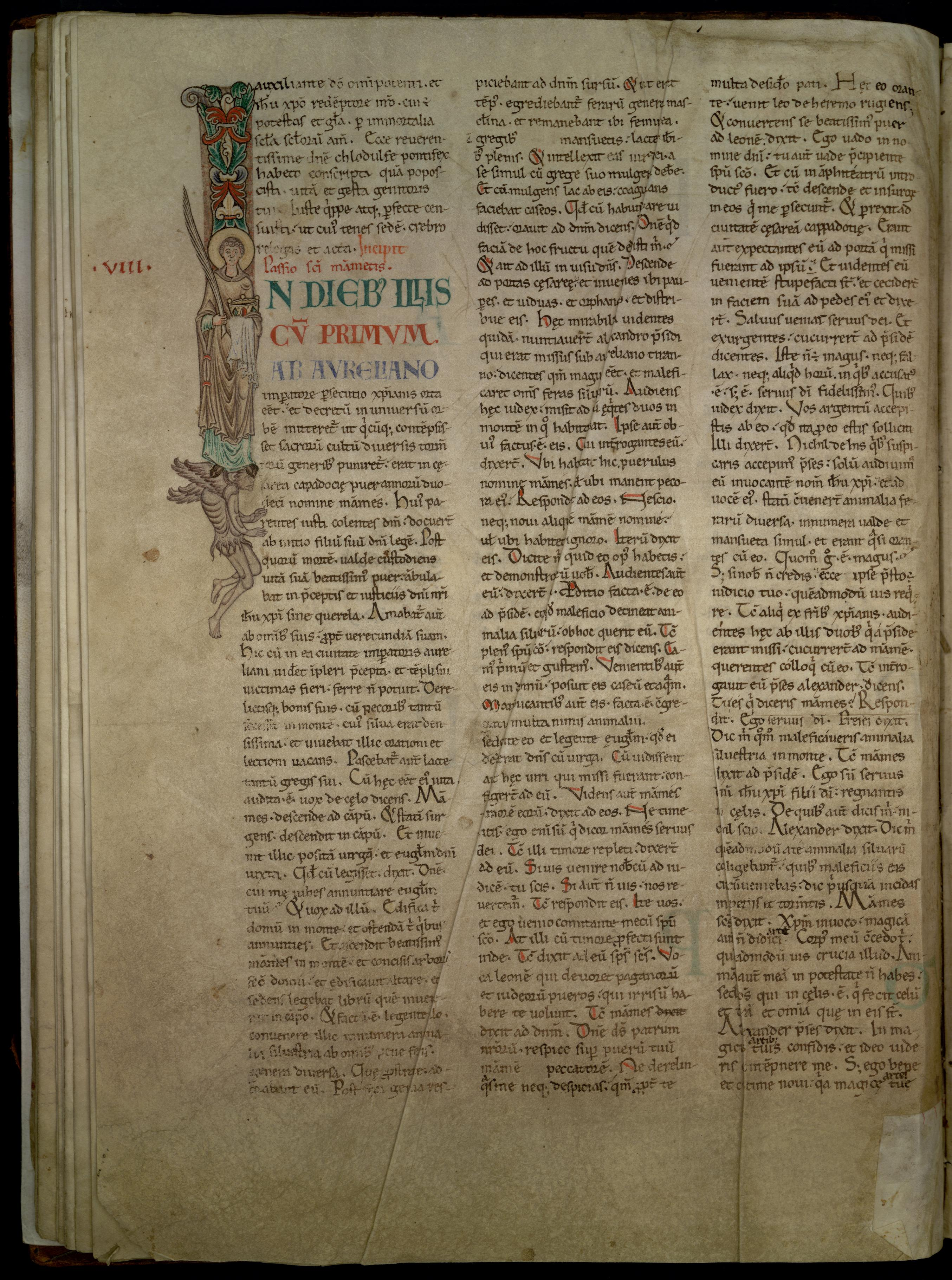
Enluminure du XIIe siècle représentant saint Mammès dans le Légendier de Cîteaux (Dijon, Bibliothèque municipale, ms 641, f.20v)

- Dans la chapelle Saint-Ceneri-le-Gerei dans l'Orne se trouve une statue de « saint Mamert » tenant ses entrailles dans ses mains.
- Dans la chapelle Saint-Éloi à Ploudaniel (Finistère) se trouve une statue de « saint Mémoir » (sant Memor en breton) tenant aussi ses entrailles à la main.
- Une chapelle Saint-Mamert existe à Les Côtes-d'Arey (Isère)[5].
- Un petit oratoire lui est dédié à proximité de Seichebrières (Loiret).
- Une chapelle Saint-Mammès à Villeneuve-Minervois (Aude).
- Église Saint-Mamès de Boutenac
- Un autel surmonté d'un tableau représentant le saint en berger tenant sa houlette, ainsi qu'un vitrail du célèbre maître-verrier Hirsch, dans une chapelle latérale à l'église Saint-Jean-Baptiste de Sceaux.Autel et tableau de Saint-Mammès (Sceaux)

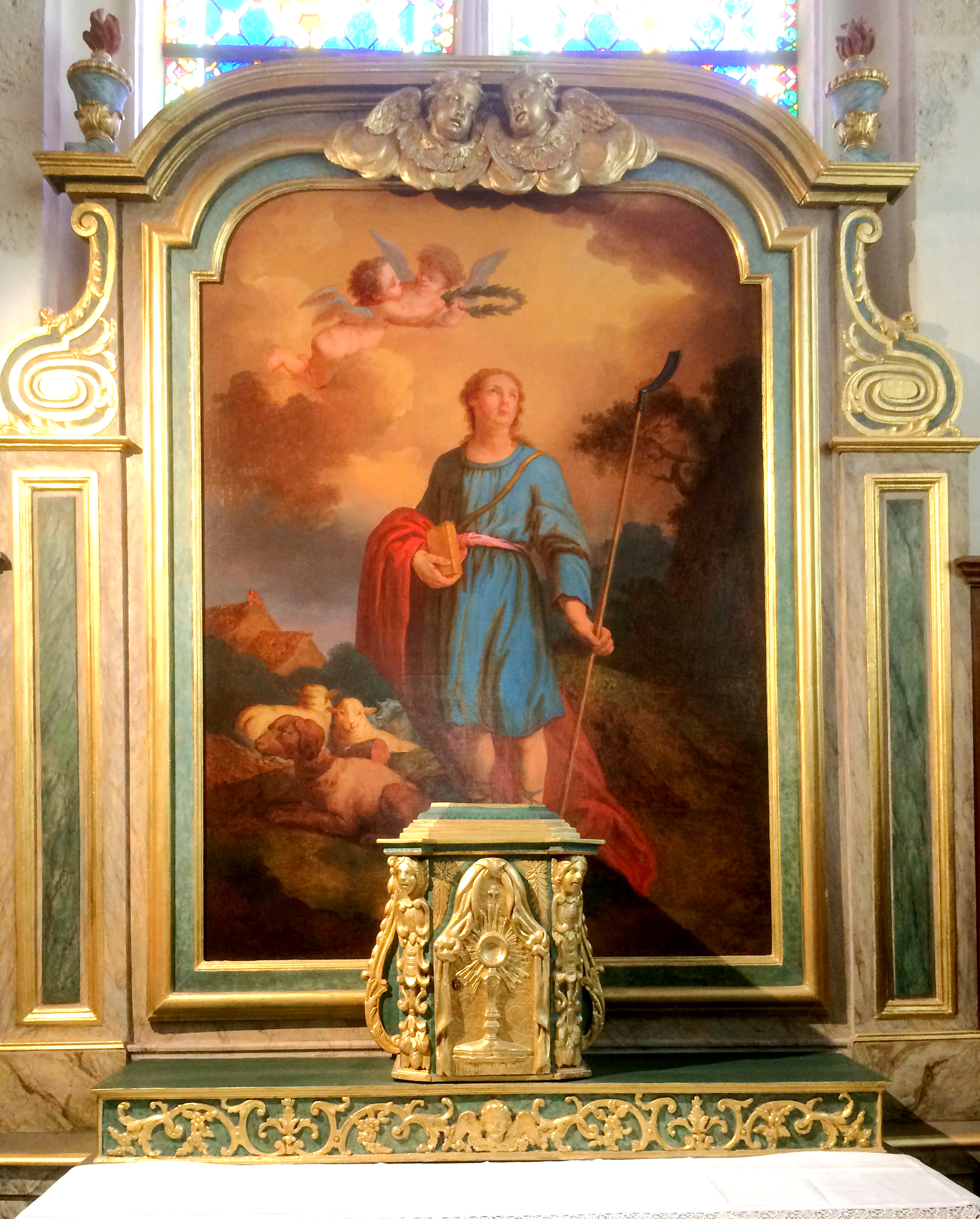
Autel et tableau de Saint-Mammès (Sceaux)

- Chapelle Saint-Mamet, XIVe siècle, à Douville, Dordogne (Lieu-dit Pont-Saint-Mamet).
- Église Saint-Mamet de Peyrusse-Grande.
- Dans la ville de Saint-Mammès en Seine-et-Marne : ancienne chapelle d'un prieuré bénédictin dépendant de La Charité-sur-Loire, l’église, dédiée à Mammès, saint guérisseur de Cappadoce, a sans doute été élevée autour de l’an mil. En effet, plusieurs éléments la font rattacher à l'art pré-roman. Elle abrite une statue du saint datant du XIIIe siècle et une statue représentant une très belle Vierge à l’enfant (XIVe siècle).
- Église Saint-Mammas à Finningen (Neu-Ulm) en Allemagne.